# 松風園
松風園（しょうふうえん）は福岡市中央区平尾にある、茶室と日本庭園から構成される公園である。都市公園としての名称は松風園緑地（）。

## 概要
閑静な住宅地に残る貴重な緑地である。福岡銀行頭取の社宅を田中丸善八（福岡玉屋の創業者）が1950年に改築して移り住んだ「松風荘」の敷地を再整備したものである。
京都の数寄屋大工・笛吹嘉一郎によって1952年に建てられた広間（10畳）と茶室「松風庵」が園内に保存されている。茶室の間取り（四畳桝床）は聚光院の「桝床の席」や武者小路千家の「半宝庵」と共通しており、京都から材料を取り寄せて作ったものである。茶室の妻には松永耳庵（松永安左エ門）の額が掲げられている。日本庭園は駿河湾と富士山をイメージしたものであり、樹齢100年を超えるイロハモミジの木のほか、織部灯籠や春日灯籠、イスが卍型に配置された四阿などが点在している。
善八は1973年に没したが、以降も家族が住んでいた。1979年に福岡で開催された第15回日米市長及び商工会議所会頭会議では公式接待の場として活用された。その後当地へのマンション建設計画の浮上を機に、1997年12月に地域住民によって市に対し松風荘の買収・整備・有効利用の請願が提出された。翌1998年に請願が採択され、福岡市が2000年度から2002年度にかけて用地を買収、2005年度から2006年度にかけて公園（都市緑地）としての整備を行い、新たに和室などが増築された。2007年7月1日に福岡市文化交流公園「松風園」として開園し、茶道体験や庭園鑑賞の場として活用されている。

## 入場料
- 大人/ 100円
- 子ども（中学生以下）/ 50円
- 心身障害者とその介護者および市内住居の65歳以上/無料

## 営業時間
- 9：00～17：00
- 休業日火曜（休日の時は翌日）、年末年始（12月29日～1月1日）

## 交通アクセス
- 西鉄天神大牟田線　西鉄平尾駅から徒歩16分（1.3㎞）
- 福岡市地下鉄七隈線　薬院大通駅から徒歩14分（1.1㎞）
- 西鉄バス
  - 天神協和ビル前バス停から56系統「教会前」下車徒歩5分（410m）
  - 博多駅前Bバス停・薬院駅バス停から58系統「教会前」下車徒歩5分（410m）
- 福岡高速環状線天神北出入口より3.6㎞ 駐車場あり

## 関連施設
- 楽水園
- 友泉亭公園
- 旧高宮貝島家住宅高宮南緑地